# Jan Gajda
Jan Gajda (ur. 4 lipca 1827 w Ciasnej, zm. 8 października 1911 w Żorach) – polski działacz społeczny, poeta, miłośnik literatury polskiej, malarz i rzeźbiarz.
Będąc dzieckiem stracił rodziców i wychowywał się u krewnego, nauczyciela w Kochanowicach. Pierwsze nauki zdobywał uczęszczając do szkoły elementarnej w Lubecku koło Lublińca. Kolejny etap jego edukacji miał miejsce w Kluczborku, gdzie był przyuczany do zawodu malarza pokojowego. Później udał się do pracy we Wrocławiu. W 1847 roku powrócił w rodzinne strony, zamieszkał w Lubszy, gdzie rok później założył pierwszy Klub Niedzielny, a przy nim bibliotekę z czytelnią i scenę amatorską oraz pierwszą Chłopską Kasę Pożyczkową. W 1850 przeniósł się do Lublińca. Przez krótki okres mieszkał w Królewskiej Hucie (dzisiejszy Chorzów). Od 1862 mieszkał w Żorach. 
7 kwietnia 1849 roku, na łamach walczącego z germanizacją polskojęzycznego „Dziennika Górnośląskiego”, drukowanego w Bytomiu, wydał on "Odezwę do ludu górno-szląskiego": „[…] dla nas zbliżają się inne czasy, gdzie to i my do narodów oświeconych, liczyć się będziemy mogli. […] Uczy nas historia Angielczyków, Francuzów i Niemców, że gdy lud się pobrata, połączy w jedną całość, to go największy wróg nie pokona. I my to możemy uczynić oparci na wolnościach konstytucyjnych. Załóżmy Ligę Szląską, na wzór polskiej, z tym zamiarem, że się o rzeczy czysto szląskie starać i narodowość szląską popierać będziemy. […] Gdyby po innych gminach okolicy także kluby się tworzyły, moglibyśmy na jeden głos Ligę Szląską utworzyć i lud pospolity miałby przynależytość poznać ojczystą”. Jednak postulowana przez Gajdę - Liga Śląska nigdy nie powstała.
Gajda przyjaźnił się z ojcem Konstantego Damrota, a sam Konstanty Damrot pobierał u niego lekcje rysunku i malowania. Podczas tych spotkań zapoznawał Damrota z literaturą polską, a także ze swoimi utworami, które służyły w późniejszym czasie Damrotowi za wzór. W Żorach założył "Kółko" (według niektórych autorów Koło Polskie). Prowadził tam odczyty swoich wierszy oraz spotkania oświatowe. Tłumaczył sztuki teatralne z niemieckiego na polski. 
Gajda zajmował się też malarstwem i rzeźbiarstwem, jako samouk. Dla kościoła św. Bartłomieja w Bieruniu Starym wyrzeźbił figury ołtarza. Wykonał różne dzieła malarskie dla kościołów, szczególnie w powiatach pszczyńskim i rybnickim. W 1899 roku podczas pobytu w Lubecku zajął się wykonawstwem polichromii nawy głównej w lubeckim kościele, a w sternalickim kościele pw. św. Mateusza odnowił i przemalował tamtejszą zabytkową polichromię.
Jan Gajda zmarł w Żorach, jednak jego grób nie zachował się do naszych czasów.